# Серёжинский район
Серёжинский район — административно-территориальная единица в составе РСФСР, существовавшая в 1936—1960 годах.
Административный центр — село (сейчас посёлок) Бологово.

## История
Образован в 1 июня 1936 году в составе Калининской области. Границы образованного района примерно совпадали с границами Бологовского района, существовавшего в 1927—1930 годах в составе Ленинградской и Западной областей. Так как в составе Калининской области уже был Бологовский район (центр город Бологое), район получил название Серёжинский по второму названию села Бологово — Серёжино (от реки Серёжа).
В 1944—1957 годах район входил в Великолукскую область, с 1957 опять в Калининской области. 12 января 1960 года Серёжинский район упразднён, сейчас его территория входит в Андреапольский район и Торопецкий район Тверской области.

## Административное деление
В 1940 году в состав района входило 12 сельских советов:
| - Аксеновский, - Бельковский, - Бологовский, - Ветошинский, - Заборовский, - Красногвардейский, | - Лучанский, - Синьковский, - Старостинский, - Сутокский, - Торопацкий, - Шешуринский. |